# Joaquim Leão
Joaquim Leão (Sobrado, Valongo, 18 de abril de 1943 - 5 de dezembro de 2018 (75 anos)) foi um ciclista de Portugal e venceu a Volta a Portugal de 1964.
Além da Volta de 1964, Leão conquistou ainda a clássica Porto-Lisboa, em 1966.

## Carreira desportiva
- 1964-1970, FC Porto, Portugal

## Palmarés
- 1964, venceu a Volta a Portugal